# Mad Dog Morgan

Mad Dog Morgan est un film australien réalisé par Philippe Mora et sorti en 1976, sur la vie de Daniel Morgan, hors-la-loi australien.

## Synopsis
Dans les années 1850, Daniel Morgan, comme des centaines d'immigrants britanniques, cherche à faire fortune en Australie. La légende du plus célèbre bandit australien commence.

## Fiche technique
- Titre : Mad Dog Morgan
- Réalisation : Philippe Mora
- Scénario : Philippe Mora, d'après Morgan: The Bold Bushranger de Margaret Carnegie
- Lieu de tournage : Australie
- Photographie : Mike Molloy
- Musique : Patrick Flynn
- Montage : John Scott
- Durée : 90 minutes
- Date de sortie :
  - Australie : 9 juillet 1976

## Distribution
- Dennis Hopper : Daniel Morgan
- Jack Thompson : Detective Manwaring
- David Gulpilil : Billy
- Frank Thring : Superintendent Cobham
- Michael Pate : Superintendent Winch
- Wallas Eaton : Macpherson
- Bill Hunter : Sergeant Smith
- John Hargreaves : Baylis
- Martin Harris : Wendlan
- Robin Ramsay : Roget
- Graeme Blundell : Italian Jack
- Gregory Apps : Arthur
- Liza Lee-Atkinson : Barmaid

## Distinctions
- Nommé en 1977 lors des Australian Film Institute Awards